# Оум Чхеанг Сун
Оум Чхеанг Сун (1 июня 1900 — 1963) — камбоджийский государственный и политический деятель, премьер-министр Камбоджи в 1951 и в 1956 году.